# Super Bowl XXXVIII
A Super Bowl XXXVIII a 2003-as NFL-szezon döntője volt. A mérkőzést a houstoni Reliant Stadionban, Texasban játszották 2004. február 1-jén.

## A döntő résztvevői
A  mérkőzés egyik résztvevője a Carolina Panthers,  amely az alapszakaszból az NFC harmadik kiemeltjeként került a rájátszásba. A wildcard fordulóban a Dallast győzte le hazai környezetben. A konferencia-elődöntőben a St. Louis ellen diadalmaskodott, hosszabbítás után, a konferencia-döntőben pedig a Philadelphia Eagles-t győzték le.
A másik résztvevő a New England Patriots, amely az alapszakaszban az AFC első kiemeltjeként jutott a rájátszásba. Erőnyerőként a konferencia-elődöntőben kapcsolódott be a rájátszásba, ahol a Tennessee ellen nyert. A konferencia-döntőben a Indianapolis Coltsot győzték le.
2003 előtt a Patriots egyszer, a Super Bowl XXXVI-t nyerte meg 2002-ben, a Panthersnek ez volt az első Super Bowl részvétele.

## Félidei show
A félidei show fellépői Janet Jackson, és Justin Timberlake voltak. Timberlake „Rock Your Body” című számának közös előadása végén, a dal utolsó sora, az „I'm gonna have you naked by the end of this song” (kb. „A dal végére le foglak vetkőztetni”) elhangzása után Timberlake lerántotta Jackson ruhájának felső részét, így annak csupasz jobb melle láthatóvá vált. Bár a közvetítő csatorna, a CBS rögtön átváltott egy felülnézeti képre, az eseményt így is a nézők milliói láthatták. Timberlake véletlen balesetnek nevezte a történteket, és nyilvánosan bocsánatot kért. A CBS televíziót 550 ezer dolláros büntetéssel sújtották.

## A mérkőzés
A mérkőzést 32–29-re a New England Patriots nyerte. A legértékesebb játékos a Patriots irányítója, Tom Brady lett, aki a Super Bowl XXXVI után másodszor nyerte el a díjat. A Patriots a 2002-es győzelméhez hasonlóan most is az utolsó másodpercekben szerzett mezőnygóllal nyerte meg a mérkőzést.
| N | Idő                  | Drive                | Drive                | Drive                | Csapat               | Play leírása                                                                                                  | Pont                 | Pont                 |
| N | Idő                  | Play                 | Yard                 | Időtartam            | Csapat               | Play leírása                                                                                                  | Panthers             | Patriots             |
| - | -------------------- | -------------------- | -------------------- | -------------------- | -------------------- | --- | -------------------- | -------------------- |
| 1 | nem volt pontszerzés | nem volt pontszerzés | nem volt pontszerzés | nem volt pontszerzés | nem volt pontszerzés | nem volt pontszerzés                                                                                          | nem volt pontszerzés | nem volt pontszerzés |
|   |                      |                      |                      |                      |                      | |                      |                      |
| 2 | 3:05                 | 4                    | 20                   | 2:10                 | Patriots             | Touchdown. Deion Branch 5 yardos átadás Tom Brady-től, Adam Vinatieri jutalomrúgás.                           | 0                    | 7                    |
| 2 | 1:07                 | 8                    | 95                   | 1:58                 | Panthers             | Touchdown. Steve Smith 39 yardos átadás Jake Delhomme-tól (John Kasay kick)                                   | 7                    | 7                    |
| 2 | 0:18                 | 6                    | 78                   | 0:49                 | Patriots             | Touchdown. David Givens 5 yardos átadás Tom Brady-től, Adam Vinatieri jutalomrúgás.                           | 7                    | 14                   |
| 2 | 0:00                 | 2                    | 21                   | 0:18                 | Panthers             | Mezőnygól. John Kasay 50 yardról.                                                                             | 10                   | 14                   |
|   |                      |                      |                      |                      |                      | |                      |                      |
| 3 | nem volt pontszerzés | nem volt pontszerzés | nem volt pontszerzés | nem volt pontszerzés | nem volt pontszerzés | nem volt pontszerzés                                                                                          | nem volt pontszerzés | nem volt pontszerzés |
|   |                      |                      |                      |                      |                      | |                      |                      |
| 4 | 14:49                | 8                    | 71                   | 4:08                 | Patriots             | Touchdown. Antowain Smith 2 yardos futás, Adam Vinatieri jutalomrúgás.                                        | 10                   | 21                   |
| 4 | 12:39                | 6                    | 81                   | 2:10                 | Panthers             | Touchdown. DeShaun Foster 33 yardos futás, sikertelen kétpontos kísérlet.                                     | 16                   | 21                   |
| 4 | 6:53                 | 3                    | 90                   | 0:45                 | Panthers             | Touchdown. Muhsin Muhammad 85 yardos átadás Jake Delhomme-tól, sikertelen kétpontos kísérlet.                 | 22                   | 21                   |
| 4 | 2:51                 | 11                   | 68                   | 4:02                 | Patriots             | Touchdown. Mike Vrabel 1 yardos átadás Tom Brady-től. Sikeres kétpontos kísérlet, Kevin Faulk 2 yardos futás. | 22                   | 29                   |
| 4 | 1:08                 | 7                    | 80                   | 1:43                 | Panthers             | Touchdown. Ricky Proehl 12 yardos átadás Jake Delhomme-tól, John Kasay jutalomrúgás.                          | 29                   | 29                   |
| 4 | 0:04                 | 6                    | 37                   | 1:04                 | Patriots             | Mezőnygól. Adam Vinatieri 41 yardról.                                                                         | 29                   | 32                   |